# Myrmoteras
Myrmoteras är ett släkte av myror. Myrmoteras ingår i familjen myror.

## Bildgalleri

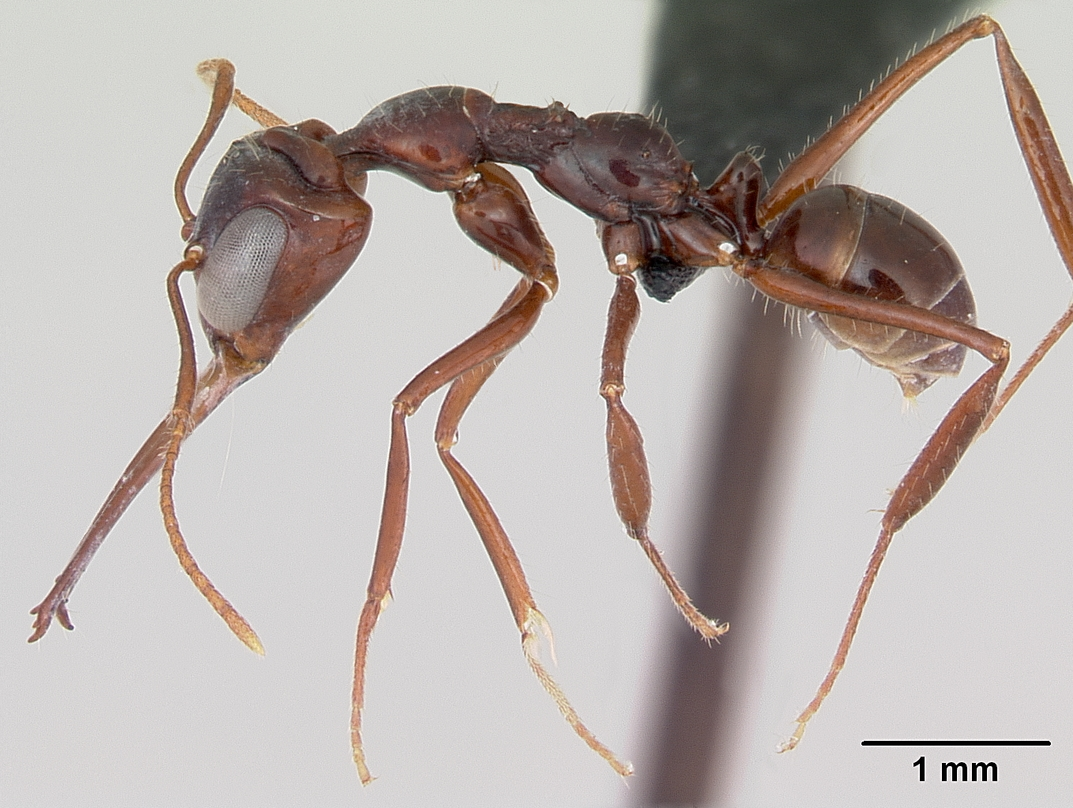

## Dottertaxa tillMyrmoteras, i alfabetisk ordning[1]
- Myrmoteras arcoelinae
- Myrmoteras bakeri
- Myrmoteras barbouri
- Myrmoteras baslerorum
- Myrmoteras binghamii
- Myrmoteras brachygnathum
- Myrmoteras brigitteae
- Myrmoteras ceylonica
- Myrmoteras chondrogastrum
- Myrmoteras danieli
- Myrmoteras diastematum
- Myrmoteras donisthorpei
- Myrmoteras elfeorum
- Myrmoteras estrudae
- Myrmoteras indicum
- Myrmoteras insulcatum
- Myrmoteras iriodum
- Myrmoteras ivani
- Myrmoteras jacquelinae
- Myrmoteras karnyi
- Myrmoteras marianneae
- Myrmoteras maudeae
- Myrmoteras mjoebergi
- Myrmoteras morowali
- Myrmoteras nicoletteae
- Myrmoteras scabrum
- Myrmoteras susanneae
- Myrmoteras tonboli
- Myrmoteras toro
- Myrmoteras williamsi
- Myrmoteras wolasi